# Anilios insperatus
Anilios insperatus — вид змій родини сліпунів (Typhlopidae). Ендемік Австралії. Описаний у 2015 році.

## Поширення і екологія
Anilios insperatus відомі з типової місцевості, що лежить за 2,9 км на захід від міста Уоррілл-В'ю в Квінсленді. Вони живуть на сухих луках та в сухих евкаліптових рідколіссях.

## Збереження
МСОП класифікує цей вид як такий, що перебуває на межі зникнення. Anilios insperatus загрожує знищення природного середовища.